# Ugandatrichia mindanaensis
Ugandatrichia mindanaensis är en nattsländeart som beskrevs av Wolfram Mey 1998. Ugandatrichia mindanaensis ingår i släktet Ugandatrichia och familjen smånattsländor. Inga underarter finns listade i Catalogue of Life.